# Biała Góra (Pasmo Radziejowej)
Biała Góra, Góra Biała (681 m) – niewybitny szczyt w Beskidzie Sądeckim, w zachodniej części Pasma Radziejowej.
Biała Góra znajduje się w granicach miasta Szczawnica w województwie małopolskim, w powiecie nowotarskim. Jest kolejnym z wierzchołków bocznego, południowego grzbietu Dzwonkówki, w którym kolejno wyróżnia się wierzchołki: Wisielec (870 m), Góra Łabudowa (870 m), Załamki (730 m), Kuśmierzówka (705 m), Biała Góra (681 m) i Góra Ciżowa (649 m). Zachodnie stoki Białej Góry opadają do potoku Ścigockiego, wschodnie do potoku Skotnickiego, na niektórych mapach nazywanego Białym Potokiem.
Biała Góra jest od północy, wschodu i zachodu porośnięta lasem. W południowym kierunku widoczna jest panorama Pienin. Przez wzniesienie nie przebiega żaden znakowany szlak turystyczny. Szczyt i jego zbocza znajdują się na terenie Popradzkiego Parku Krajobrazowego. Znajdują się tu m.in. objęte ochroną źródła wód mineralnych (szczawy) i buczyna karpacka. Na Białej Górze znajduje się kilkudomowe, należące do Szczawnicy osiedle Padoły Szczawnickie.